# Lennea viridiflora
Lennea viridiflora é uma espécie vegetal da família Fabaceae.
Pode ser encontrada nos seguintes países: Costa Rica, El Salvador, México, Nicarágua e Panamá.
Está ameaçada por perda de habitat.